# Euselasia geon
Euselasia geon is een vlindersoort uit de familie van de prachtvlinders (Riodinidae), onderfamilie Euselasiinae.
Euselasia geon werd in 1913 beschreven door Adalbert Seitz.